# Adventure Line Productions
Adventure Line Productions (abbreviata come ALP) è una società di produzione cinematografica francese, posseduta al 100% dalla Marathon Group che a sua volta è controllata dalla Zodiak Entertainment. Viene fondata nel 1972 e acquisita dalla Marathon nel febbraio 2006. Si occupa dell'esportazione dei suoi prodotti, ma anche dell'importazione di serie tv e film esteri.

## Produzioni (parziale)
- Popstars
- Summer Crush
- Happy Hour
- Kids 20
- Twist & Shout
- Fort Boyard
- Moundir, for love or money
- The Classroom
- La Chasse au Trésor
- Finals
- For Better or for Worth
- Kids Quest
- The stand-up dictation...
- The minichums
- La Carte au trésor
- Fortunes
- Amazing Animals
- How to look good naked
- Survivor